# Paraphellia expansa
Paraphellia expansa är en havsanemonart som först beskrevs av Alfred Cort Haddon 1886.  Paraphellia expansa ingår i släktet Paraphellia och familjen Hormathiidae. Inga underarter finns listade i Catalogue of Life.